# Kovilj
Kovilj (v srbské cyrilici Ковиљ, maďarsky Kabol) je vesnice v srbské Vojvodině, administrativně spadající pod Jihobačský okruh, opštinu Novi Sad. Přesněji se nachází jihovýchodně od Nového Sadu, nedaleko dálnice, spojující metropoli Vojvodiny s Bělehradem.
Kovilj vznikl v roce 1870 sloučením dvou vesnic; Donji Kovilj (poprvé připomínán v roce 1554) a Gornji Kovilj (poprvé zmiňován v roce 1704). Klášter v obci pochází rovněž z počátku 18. století. Dva pravoslavné kostely v obci jsou z první poloviny 19. století.
Jižně od města se nachází rozsáhlé lužní lesy, které se ve směru na západ táhnou až k Petrovaradínu a na východ pokračují až k vesnici Gardinovci a ostrovu Ločka ada.